# Campeonato Mundial de Ciclismo em Pista de 2000
O XCVII Campeonato Mundial de Ciclismo em Pista celebrou-se em Manchester (Reino Unido) entre 25 e 29 de outubro de 2000 baixo a organização da União Ciclista Internacional (UCI) e a Federação Britânica de Ciclismo.
As competições realizaram-se no Velódromo de Manchester. Ao todo disputaram-se 12 provas, 8 masculinas e 4 femininas.

## Medalhistas

### Masculino
| Evento                          | Ouro                                                                                                 | Prata                                                                                                | Bronze                                                                               |
| ------------------------------- | --- | --- | ------------------------------------------------------------------------------------ |
| Velocidade individual (27.10)   | Jan van Eijden · Alemanha                                                                            | Laurent Gané · França                                                                                | —                                                                                    |
| Velocidade por equipas (28.10)  | França · Laurent Gané · Florian Rousseau · Arnaud Tournant · 44,627                                  | Reino Unido · Chris Hoy · Craig MacLean · Jason Queally · 44,969                                     | Espanha · José Antonio Villanueva · José Antonio Escuredo · Salvador Meliá · 45,382  |
| Perseguição individual (29.10)  | Jens Lehmann · Alemanha · 4:21,836                                                                   | Stefan Steinweg · Alemanha · 4:26,704                                                                | Robert Hayles · Reino Unido · 4:21,998                                               |
| Perseguição por equipas (26.10) | Alemanha · Sebastian Siedler · Daniel Becke · Guido Fulst · Jens Lehmann · Christian Bach · 4:01,322 | Reino Unido · Paul Manning · Chris Newton · Jonathan Clay · Bradley Wiggins · Bryan Steel · 4:03,110 | França · Cyril Bos · Philippe Gaumont · Jérôme Neuville · Damien Pommerau · 4:06,288 |
| 1 km contrarrelógio (25.10)     | Arnaud Tournant · França · 1:01,619                                                                  | Sören Lausberg · Alemanha · 1:01,744                                                                 | Jason Queally · Reino Unido · 1:02,449                                               |
| Carreira por pontos (29.10)     | Joan Llaneras Roselló · Espanha · 19 pts.                                                            | Matthew Gilmore · Bélgica · 18 pts.                                                                  | Franz Stocher · Áustria · 17 pts.                                                    |
| Keirin (29.10)                  | Frédéric Magné · França                                                                              | Jens Fiedler · Alemanha                                                                              | Pavel Buráň · Chéquia                                                                |
| Madison (25.10)                 | Stefan Steinweg · Erik Weispfennig · Alemanha · 28 pts.                                              | Isaac Gálvez López · Joan Llaneras Roselló · Espanha · 15 pts.                                       | Juan Esteban Curuchet · Edgardo Simón · Argentina · 8 pts.                           |

### Feminino
| Evento                         | Ouro                                           | Prata                                  | Bronze                                  |
| ------------------------------ | ---------------------------------------------- | -------------------------------------- | --------------------------------------- |
| Velocidade individual (29.10)  | Natalia Markovnichenko · Bielorrússia          | Lori-Ann Muenzer · Canadá              | Katrin Meinke · Alemanha                |
| Perseguição individual (28.10) | Yvonne McGregor · Reino Unido · 3:35,274       | Judith Arndt · Alemanha · 3:36,547     | Yelena Chalyj · Rússia · 3:37,974       |
| 500 m contrarrelógio (27.10)   | Natalia Markovnichenko · Bielorrússia · 34,838 | Jiang Cuihua · China · 34,461          | Wang Yan · China · 34,478               |
| Carreira por pontos (26.10)    | Marion Clignet · França · 15 pts.              | Judith Arndt · Alemanha · 27 (-1) pts. | Olga Sliusareva · Rússia · 23 (-1) pts. |

## Medalheiro
| Ordem | País         | Medalha de ouro | Medalha de prata | Medalha de bronze | Total |
| ----- | ------------ | --------------- | ---------------- | ----------------- | ----- |
| 1     | Alemanha     | 4               | 5                | 1                 | 10    |
| 2     | França       | 4               | 1                | 1                 | 6     |
| 3     | Bielorrússia | 2               | 0                | 0                 | 2     |
| 4     | Reino Unido  | 1               | 2                | 2                 | 5     |
| 5     | Espanha      | 1               | 1                | 1                 | 3     |
| 6     | China        | 0               | 1                | 1                 | 2     |
| 7     | Bélgica      | 0               | 1                | 0                 | 1     |
| 7     | Canadá       | 0               | 1                | 0                 | 1     |
| 9     | Rússia       | 0               | 0                | 2                 | 2     |
| 10    | Argentina    | 0               | 0                | 1                 | 1     |
| 10    | Áustria      | 0               | 0                | 1                 | 1     |
| 10    | Chéquia      | 0               | 0                | 1                 | 1     |
|       | TOTAL        | 12              | 12               | 11                | 35    |